# Vlag van Heeze-Leende

Vlag van Heeze-Leende

De vlag van Heeze-Leende werd op 23 maart 1998 per raadsbesluit door de Noord-Brabantse gemeente Heeze-Leende aangenomen als de gemeentelijke vlag. De vlag is afgeleid van het gemeentewapen. De beschrijving van de vlag luidt als volgt:
Een rechthoekige gele vlag, waarvan de hoogte zich verhoudt tot de lengte als 2 : 3, met een groen veld aan de broekingzijde en in de vlucht drie rode hoorns, geplaatst twee en een, met een hoogte van 2/5 van de korte zijde van de vlag
Het ontwerp was van de Noord-Brabantse Commissie voor Wapen- en Vlaggenkunde. De vlag is afgeleid van het wapen van Heeze-Leende, waarbij de boom die als schildhouder fungeert, als een groen vlak is weergegeven om de woonkern Sterksel te vertegenwoordigen. De hoorns zijn afkomstig uit de gemeentewapens van beide voorgangers van de gemeente, en komen oorspronkelijk uit het wapen van het Huis Horne. Ook de boom kwam in beide wapens voor. Opvallend is dat een ster die in alle drie wapens en in een van de vlaggen aanwezig is, ontbreekt.

## Verwante symbolen

Het wapen van Heeze-Leende
Het wapen van Heeze (1980)
Het wapen van Leende
De vlag van Heeze
De vlag van Leende

Alphen-Chaam · Altena · Asten · Baarle-Nassau · Bergeijk · Bergen op Zoom · Bernheze · Best · Bladel · Boekel · Boxtel · Breda · Cranendonck · Deurne · Dongen · Drimmelen · Eersel · Eindhoven · Etten-Leur · Geertruidenberg · Geldrop-Mierlo · Gemert-Bakel · Gilze en Rijen · Goirle · Halderberge · Heeze-Leende · Helmond · 's-Hertogenbosch · Heusden · Hilvarenbeek · Laarbeek · Land van Cuijk · Loon op Zand · Maashorst · Meierijstad · Moerdijk · Nuenen, Gerwen en Nederwetten · Oirschot · Oisterwijk · Oosterhout · Oss · Reusel-De Mierden · Roosendaal · Rucphen · Sint-Michielsgestel · Someren · Son en Breugel · Steenbergen · Tilburg · Valkenswaard · Veldhoven · Vught · Waalre · Waalwijk · Woensdrecht · Zundert